# Inika McPherson
Inika McPherson (née le 29 septembre 1986 à Galveston) est une athlète américaine, spécialiste du saut en hauteur.

## Biographie
Elle est finaliste lors des Championnats du monde junior à Grosseto en 2004. En 2014, elle remporte les Championnats des États-Unis en franchissant pour la première fois la barrière symbolique des 2,00 m,, mais elle est contrôlée positive à la benzoylecgonine, le principal métabolite de la cocaïne, et se voit déchue de son titre et de sa performance. Elle est suspendue par l'IAAF jusqu'au 27 avril 2016.
Elle revient à la compétition le 30 avril 2016 au Drake Relays où elle ne réalise aucune marque, échouant par trois fois à 1,85 m. Le 9 juin à Houston, McPherson saute 1,93 m, avant d'échouer par trois fois à 2,00 m.
Le 3 juillet, elle termine 3e des sélections olympiques américaines en franchissant 1,93 m et se qualifie ainsi pour ses premiers Jeux olympiques.

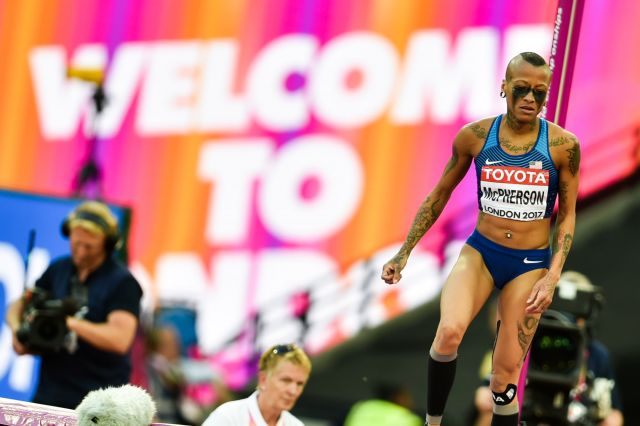
Inika McPherson lors des Championnats du monde de Londres 2017, avec son fameux maquillage.

Le 18 août, McPherson est en tête des qualifications et se qualifie pour la finale des Jeux olympiques de Rio avec 1,94 m, sa meilleure performance de la saison. Elle se classe 10e de la finale avec 1,93 m, échouant de peu à 1,97 m. Elle égale ces 1,93 m le 27 août lors du Meeting de Paris où elle finit 5e du concours puis de nouveau à Zurich (2e) et Bruxelles (3e).
Le 17 juin 2017, à Chula Vista, elle saute 1,94 m et réalise les minimas pour les Championnats du monde de Londres. En terminant 3e du Championnat des Etats-Unis (1,91 m), elle valide son ticket pour les mondiaux.
Le 14 juillet 2017 à Madrid, Inika McPherson égale son record personnel d'1,96 m, datant de 2014, pour remporter le concours devant la championne olympique Ruth Beitia (1,94 m). Le 12 août, elle se classe 9e des Championnats du monde de Londres avec 1,92 m, son meilleur résultat dans une compétition internationale. Elle a d'ailleurs attiré l’œil du public par son look puisque bon nombre d'articles lui sont consacrés,.
Le 27 juillet 2019, elle termine 2e du championnat des États-Unis à Des Moines avec 1,94 m et réalise les minimas pour les championnats du monde 2019 à Doha.
En avril 2023, elle est suspendue pour 16 mois après avoir été testée positive au furosémide le 3 juin 2022 lors d'un prélèvement d'urine hors compétition.

## Vie privée
Ouvertement lesbienne, elle a été en couple avec la sprinteuse nigériane Regina George.

## Palmarès
| Date | Compétition                    | Lieu             | Résultat | Marque  |
| ---- | ------------------------------ | ---------------- | -------- | ------- |
| 2004 | Championnats du monde juniors  | Grosseto         | 11e      | 1,75 m  |
| 2007 | Jeux panaméricains             | Rio de Janeiro   | 11e      | 1,78 m  |
| 2016 | Jeux olympiques                | Rio de Janeiro   | 10e      | 1,93 m  |
| 2016 | Ligue de diamant               | Ligue de diamant | 5e       | détails |
| 2017 | Championnats du monde          | Londres          | 9e       | 1,92 m  |
| 2018 | Championnats du monde en salle | Birmingham       | 7e       | 1,84 m  |
| 2018 | Coupe continentale             | Ostrava          | 6e       | 1,82 m  |

## Records
| Épreuve         | Épreuve   | Marque | Lieu              | Date                          |
| --------------- | --------- | ------ | ----------------- | ----------------------------- |
| Saut en hauteur | Plein air | 1,96 m | Des Moines Madrid | 26 avril 2014 14 juillet 2017 |
| Saut en hauteur | En salle  | 1,94 m | Houston           | 14 février 2014               |